# Bathybalanus
Bathybalanus is een zeepokkengeslacht uit de familie van de Balanidae. De wetenschappelijke naam van het geslacht werd voor het eerst geldig gepubliceerd in 1913 door Hoek.

## Soort
De volgende soort is bij het geslacht ingedeeld:
- Bathybalanus pentacrini (Hoek, 1913)